# 25. listopada
25. listopada (25. 10.) 298. je dan godine po gregorijanskom kalendaru (299. u prijestupnoj godini).
Do kraja godine ima još 67 dana.

## Događaji
- 1944. — Postrojbe 20. dalmatinske divizije zauzele su Sinj.[1]
- 1964. – nabujala Sava probila je nasipe i preplavila trećinu Zagreba gdje je živilo 183 tisuće ljudi
- 1991. – bitka kod Tordinaca u Domovinskom ratu[2]
- 2004. – emitirana je prva epizoda prve hrvatske sapunice "Zabranjena ljubav" koja će trajati 805 epizoda i punih 7 godina.

| - 1811. – Évariste Galois, francuski matematičar († 1832.) - 1838. – Georges Bizet, francuski skladatelj († 1875.) - 1856. – Dragutin Gorjanović Kramberger, hrvatski paleontolog, paleontropolog i geolog († 1936.) - 1881. – Pablo Picasso, španjolski slikar († 1973.) - 1886. – Karl Polanyi, mađarski i austrijski sociolog († 1964.) - 1895. – Ante Ercegović, hrvatski biolog, svećenik i oceanolog († 1969.) - 1910. – Tyrus Wong, američki filmski i likovni umjetnik († 2016.) - 1968. – Vesna Tominac Matačić, hrvatska glumica - 1973. – Irena Jukić Pranjić, hrvatska filmska i likovna umjetnica - 1975. – Mario Kovač, hrvatski kazališni i filmski redatelj - 1984. – Katy Perry, američka pjevačica i kantautorica - 1984. – Marko Primorac, hrvatski ekonomist i političar - 1989. – Marko Škugor, hrvatski pjevač - 2000. – Dominik Szoboszlai, mađarski nogometaš | - 1478. – Katarina Kosača-Kotromanić, žena bosanskog kralja Stjepana Tomaša i pretposljednja bosanska kraljica (* oko 1425.) - 1795. – Francesco Antonio Baldassare Uttini, talijanski skladatelj (* 1723.) - 1944. – Otac Marijan Blažić, hrvatski franjevac i katolički prezbiter (* 1897.) - 1995. – Miljenko Smoje, dalmatinski novinar, kroničar i satiričar (* 1923.) - 2010. – Vesna Parun, hrvatska pjesnikinja (* 1922.) - 2010. – Aleksandar Flaker, hrvatski slavist, književni povjesničar i teoretičar (* 1924.) - 2020. – Slaven Letica, hrvatski sociolog i političar (* 1947.) |

## Blagdani i spomendani
- Dan darivatelja krvi